# Kabanda
Kabanda is een bestuurslaag in het regentschap Oost-Soemba van de provincie Oost-Nusa Tenggara, Indonesië. Kabanda telt 659 inwoners (volkstelling 2010).